# 托尔雪
托尔雪（法語：Torcieu，法語發音：[tɔʁsjø] ⓘ）是法国东部安省的一个市镇，属于贝莱区。

## 地理
托尔雪（45°55'21"N, 5°23'43"E）面积10.72 平方千米，位于法国奥弗涅-罗讷-阿尔卑斯大区安省，该省份为法国东部省份，北起汝拉省，西北接索恩-卢瓦尔省，西接罗讷省和里昂大都会，南至伊泽尔省，东与萨瓦省、上萨瓦省和瑞士接壤。
与托尔雪接壤的市镇（或旧市镇、城区）包括：昂貝略昂比熱、贝唐、克莱济约、比热地区圣朗贝尔、苏克兰、比热地区沃。

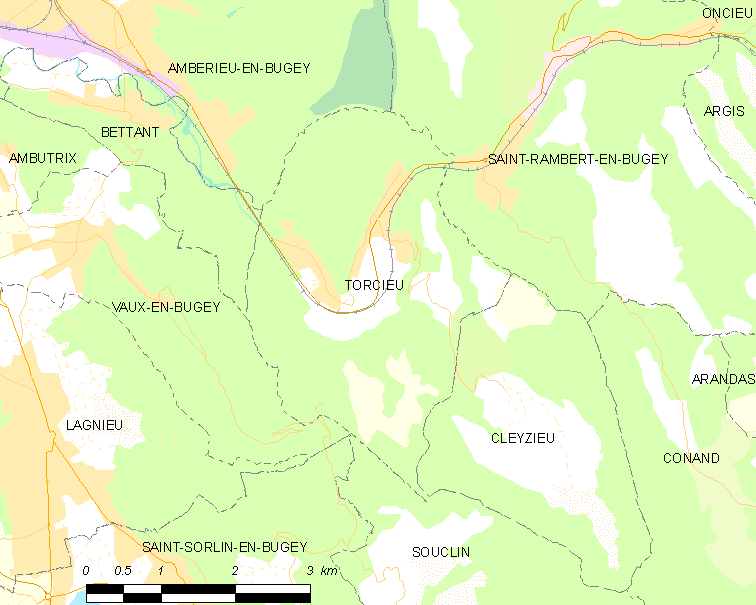
托尔雪的OSM定位图

托尔雪的时区为UTC+01:00、UTC+02:00（夏令时）。

## 行政
托尔雪的邮政编码为01230，INSEE市镇编码为01421。

## 政治
托尔雪所属的省级选区为昂贝略昂比热县。

## 人口

1962-2008年间托尔雪人口变化图示

托尔雪于2022年1月1日时的人口数量为744人。